# Breezy (álbum de Chris Brown)
Breezy é o décimo álbum de estúdio do cantor e compositor estadunidense Chris Brown. Foi lançado em 24 de junho de 2022 pela editora discográfica RCA Records. O álbum é a sequencia do seu nono álbum de estúdio Indigo, lançado em 2019. A edição padrão de Breezy conta com as participações especiais de Lil Durk, Capella Grey, Fivio Foreign, Lil Wayne, Yung Bleu, Lil Baby, Wizkid, H.E.R., Bryson Tiller, Ella Mai, EST Gee, Jack Harlow, Blxst e Tory Lanez. A edição deluxe do álbum foi lançada em 8 de julho, adicionando nove novas faixas e participações especiais de Anderson .Paak e Davido.
Foram lançados até o momento três músicas de trabalho para a divulgação do disco, sendo elas: "Iffy", "WE (Warm Embrace)" e "Call Me Every Day". O álbum foi nomeado ao Grammy Awards de 2022 na categoria de Melhor Álbum de R&B.

## Antecedentes e gravação
Após o sucesso comercial de seu nono álbum de estúdio Indigo (2019) e da mixtape Slime & B (2020) lançada em colaboração com Young Thug, Brown anúncio que estava trabalhando em seu décimo álbum de estúdio, intitulado Breezy. Em fevereiro de 2022, ele afirmou em sua conta no Instagram que o álbum contaria com canções de puro R&B.
As sessões de gravação de Breezy terminaram nos primeiros dias de junho de 2022. Segundo Brown, durante o trabalho do álbum ele gravou quase 250 músicas.  Durante entrevista ao Big Boy , uma semana antes do lançamento de Breezy , o cantor disse que o projeto é mais direcionado ao público feminino.
Breezy é um disco de R&B , contendo uma primeira metade baseada em Trap, que inclui a maioria dos recursos do álbum, e uma segunda metade canalizada para uma paisagem sonora Soul, onde Brown executa a maioria das performances solo do álbum.  O álbum, com suas 23 faixas, marca um afastamento dos projetos anteriores de disco duplo da cantora , Heartbreak on a Full Moon e Indigo.

## Capa do álbum
A arte de Breezy foi revelada em 18 de maio de 2022. A arte da capa consiste em uma foto em preto e branco da nuca de Brown com o título do álbum desenhado em seu cabelo. O corte de cabelo foi feito pelo artista e barbeiro americano Rob the Original. De acordo com o Barbeiro, o próprio Chris Brown criou o desenhou do corte de cabelo.

## Desempenho comercial
Breezy estreou na quarta posição na Billboard 200, a principal parada musical que ranqueia os álbuns mais populares da semana no Estados Unidos, vendendo o equivalente a 72 mil copias na sua semana de estreia, marcando o décimo primeiro álbum a estrear entre os dez primeiro do artista no país. O álbum acumulou 87.36 milhões de transmissões continuas nos Estados Unidos na primeira semana, distribuídos nas 24 faixas do disco. Na sua segunda semana o álbum caiu para a oitava posição da Billboard 200, vendendo o equivalente a 35 mil copias.
Cinco músicas de Breezy entraram na Billboard Hot 100 durante sua semana de estreia, fazendo Chris Brown superar Elvis Presley como o oitavo artista com mais entradas no Hot 100, para um total de 112 entradas na parada musical.

## Recepção da crítica
Breezy recebeu criticas geralmente positivas dos especialistas. Miracle Oyedeji do The Inquirer afirmou que o álbum consiste em "24 canções sólidas" com Brown estando "incrivelmente bem vocalmente e liricamente". O PopsCulture definiu o álbum com nota 9/10, afirmando que Breezy é uma prova do ápice do esforço que Brown coloca consistentemente em sua música nos últimos cinco anos e que mostram que ele realmente é uma lenda viva que merece mais reconhecimento do que recebe.
| Críticas profissionais | Críticas profissionais |
| Pontuações agregadas   | Pontuações agregadas   |
| Fonte                  | Avaliação              |
| ---------------------- | ---------------------- |
| AOTY                   | 53%                    |
| Avaliações da crítica  |                        |
| Fonte                  | Avaliação              |
| Allmusic               | [ 1 ]                  |
| The Iquirer            | 4 de 5 estrelas.       |

O editor do AllMusic, Andy Kellman, elogiou o lado "soulful" de Breezy, afirmando que ele "contém alguns dos R&B mais suaves que ele fez", mas estava insatisfeito com seu lado "orgulhoso" infundido de hip hop.
Lauren Floyd do HipHopDX expressou uma resposta mista, afirmando que no álbum "certas músicas oscilam de tendência em tendência ou as preferências de suas características mascaram mais do que a individualidade de Brown"
Nos agregados de avaliações do AOTY, Breezy ficou com 53% de avaliações positivas da critica e 46% das avaliações dos usuários. 

## Lista de faixas
| Breezy — Edição Padrão |                                                          |                                                                                              |         |  |
| N.º                    | Título                                                   | Produtor(s)                                                                                  | Duração |  |
| 1.                     | "Till the Wheels Fall Off" (com Lil Durk e Capella Grey) | Kifano Reque, Patrizio Pigliapoco, Leon "Roccstar" Youngblood                                | 5:11    |  |
| 2.                     | "C.A.B. (Catch a Body)" (com Fivio Foreign)              | Nellz, Deafh Beats, Roark Bailey, Dejuan Cross, Nelson Bridges                               | 4:23    |  |
| 3.                     | "Pitch Black"                                            | Ye Ali                                                                                       | 2:54    |  |
| 4.                     | "Possessive" (com Lil Wayne e Yung Bleu)                 | Nate Rhoads                                                                                  | 3:53    |  |
| 5.                     | "Addicted" (com Lil Baby)                                | DannyProdThis, Nile Waves                                                                    | 3:38    |  |
| 6.                     | "Call Me Every Day" (com Wizkid)                         | Blaise Beatz DJ Tunez RoccStar                                                               | 2:26    |  |
| 7.                     | "Closure" (com H.E.R.)                                   | Yonni                                                                                        | 3:03    |  |
| 8.                     | "Need You Right Here" (com Bryson Tiller)                | Kifano Reque, Leon "Roccstar" Youngblood                                                     | 3:11    |  |
| 9.                     | "Sex Memories" (com Ella Mai)                            | The Audibles                                                                                 | 3:31    |  |
| 10.                    | "Hmhmm" (com EST Gee)                                    | Floyd Bentley, Deundraeus Portis, Andre Proctor                                              | 3:24    |  |
| 11.                    | "Psychic" (com Jack Harlow)                              | Preme, Mohammed Nasrollahnejad, Nick Cassidy, Albrecht Lange                                 | 3:40    |  |
| 12.                    | "Show It" (com Blxst)                                    | Musik MajorX, Rockboy                                                                        | 3:10    |  |
| 13.                    | "Sleep at Night"                                         | Travis Sayles, Nami, Coop The Truth                                                          | 3:39    |  |
| 14.                    | "Passing Time"                                           | Tyler James Hotson                                                                           | 3:24    |  |
| 15.                    | "WE (Warm Embrace)"                                      | Don City                                                                                     | 3:54    |  |
| 16.                    | "Forbidden"                                              | Chizzy Stephens                                                                              | 3:38    |  |
| 17.                    | "Bad Then a Beach" (com Tory Lanez)                      | Smash David                                                                                  | 3:00    |  |
| 18.                    | "Survive the Night"                                      | Riley Urick, Donald Philip, Leon "Roccstar" Youngblood                                       | 3:07    |  |
| 19.                    | "Dream"                                                  | The BREED, Dylan Graham                                                                      | 3:10    |  |
| 20.                    | "Slide"                                                  | David Sampson                                                                                | 2:33    |  |
| 21.                    | "Harder"                                                 | Travis Sayles, Shaun Carrington, YNG Josh, Nami                                              | 3:08    |  |
| 22.                    | "On Some New Shit"                                       | Travis Sayles, YNG Josh                                                                      | 2:50    |  |
| 23.                    | "Luckiest Man"                                           | Orlando Williamson, Benjamin Harry, Leon "Roccstar" Youngblood, Joel Anguita, Gabriel Roland | 2:30    |  |
| 24.                    | "Iffy"                                                   | OG Parker, Smash David, Blaq Tuxedo                                                          | 3:11    |  |
| Duração total:         | Duração total:                                           | Duração total:                                                                               | 80:51   |  |

| Breezy — Edição Deluxe |                                                            |         |  |
| N.º                    | Título                                                     | Duração |  |
| 1.                     | "Hit My Line"                                              | 2:38    |  |
| 2.                     | "Inner Peace" (com participação de Anderson .Paak)         | 4:46    |  |
| 3.                     | "Talm' Bout"                                               | 3:03    |  |
| 4.                     | "Hate Me Tomorrow"                                         | 3:35    |  |
| 5.                     | "Hate Being Human"                                         | 2:35    |  |
| 6.                     | "Nobody Has To Know" (com participação especial de Davido) | 2:59    |  |
| 7.                     | "Special Delivery"                                         | 2:50    |  |
| 8.                     | "Petty"                                                    | 3:03    |  |
| 9.                     | "In The City"                                              | 4:23    |  |

| Breezy It's Giving Christmas — Edição de Natal |                          |         |  |
| N.º                                            | Título                   | Duração |  |
| 1.                                             | "It's Giving Christmas"  | 3:16    |  |
| 2.                                             | "No Time Like Christmas" | 3:19    |  |

## Desempenho nas paradas musicais
| Gráfico (2022)                          | Melhor posição |
| --------------------------------------- | -------------- |
| Alemanha (Offizielle Deutsche Charts)   | 25             |
| Austrália (ARIA)                        | 6              |
| Áustria (Ö3 Austria Top 40)             | 30             |
| Bélgica (Ultratop Flandres)             | 37             |
| Bélgica (Ultratop Valônia)              | 58             |
| Canadá (Billboard)                      | 7              |
| Dinamarca (Hitlisten)                   | 22             |
| Estados Unidos (Billboard 200)          | 4              |
| Estados Unidos (Top R&B/Hip Hop Albums) | 2              |
| França (SNEP)                           | 39             |
| Irlanda (Official Irish Albums)         | 41             |
| Nova Zelândia (RMNZ)                    | 2              |
| Noruega (VG-lista)                      | 10             |
| Países Baixos (Dutch Charts)            | 6              |
| Reino Unido (Official Albums Chart)     | 6              |
| Reino Unido (UK R&B Albums Chart)       | 4              |
| Suíça (Schweizer Hitparade)             | 9              |

| Gráfico (2022)                                    | Melhor posição |
| ------------------------------------------------- | -------------- |
| Estados Unidos Billboard 200                      | 147            |
| Estados Unidos (Billboard Top R&B/Hip-Hop Albums) | 50             |

## Histórico de lançamento
| Região  | Data                  | Gravadora   | Edição(ões) | Formato(s)                     |
| ------- | --------------------- | ----------- | ----------- | ------------------------------ |
| Mundial | 24 de junho de 2022   | - CBE - RCA | Padrão      | - Download digital - Streaming |
| Mundial | 8 de julho de 2022    | - CBE - RCA | Luxo        | - Download digital - Streaming |
| Mundial | 2 de setembro de 2022 | - CBE - RCA | Padrão      | CD                             |
| Mundial |                       | - CBE - RCA |             |                                |